# Wusterwitz
Wusterwitz település Németországban, azon belül Brandenburgban. Lakosainak száma 3021 fő (2023. december 31.). Wusterwitz Rosenau, Jerichow és Bensdorf községekkel határos.

## Népesség
A település népességének változása:
| Lakosok száma | 3048 | 3041 | 3047 | 3070 | 3021 |
|               | 2017 | 2019 | 2021 | 2022 | 2023 |